# Bataconcica
Bataconcica (del idioma yaqui Ba'atakomsika: "Por donde bajó el agua") o también conocida como Museo Chopocuni, es una localidad tipo congregación del municipio de Bácum ubicada en el sur del estado mexicano de Sonora en la zona del valle del Yaqui. La congregación es la sexta localidad más habitada del municipio, ya que según los datos del Censo de Población y Vivienda realizado en 2020 por el Instituto Nacional de Estadística y Geografía (INEGI), Bataconcica tiene un total de 573 habitantes. En la actualidad es una de las poblaciones más marginadas del estado, debido a su falta de servicios básicos y el mal estado de su acceso, así como también por su economía no estable, esto a pesar de ser un lugar en el que reside una gran cantidad de gente indígena yaqui.
Su nombre viene de la lengua indígena de los yaquis, de la palabra Ba'atakomsika, que se interpreta como "Por donde bajó el agua".

## Geografía
Véase también: Geografía del Municipio de Bácum
Bataconcica se encuentra sobre las coordenadas geográficas 27°33'33" de latitud norte y 110°07'46" de longitud oeste del meridiano de Greenwich, a una elevación media de 24 metros sobre el nivel del mar, asentado sobre las zonas planas del valle del Yaqui. Su zona habitada ocupa un área de 0.3 kilómetros cuadrados.

## Demografía

### Instituciones educativas
En 2005 había tres centros educativas registrados en la localidad:
- El jardín de niños indígena "Bataconcica", de carácter público administrado por el gobierno federal;[9]
- La escuela de educación inicial indígena "Jiak Sewa", pública federal;[10]
- La escuela primaria indígena "Padre de las Casas", pública federal.[11]

### Población histórica
Evolución de la cantidad de habitantes desde el evento censal del año 1940:
| Año           | 1940 | 1950 | 1960 | 1970 | 1980 | 1990 | 1995 | 2000 | 2005 | 2010 | 2020 |
| Población     | 65   | 3    | 257  | 240  | 371  | 400  | 518  | 526  | 534  | 561  | 573  |
| Fuente: INEGI |      |      |      |      |      |      |      |      |      |      |      |

## Gobierno
Véase también: Gobierno del Municipio de Bácum
Bataconcica (Museo Chopocuni) es una de las 194 localidades que conforman el Municipio de Bácum, su sede de gobierno se encuentra en la cabecera municipal, en el pueblo de Bácum.